# Porpax elwesii
Porpax elwesii är en orkidéart som först beskrevs av Heinrich Gustav Reichenbach, och fick sitt nu gällande namn av Robert Allen Rolfe. Porpax elwesii ingår i släktet Porpax och familjen orkidéer. Inga underarter finns listade i Catalogue of Life.